# Mariano Azuela
Mariano Azuela (ur. 1 stycznia 1873 w Lagos de Moreno, zm. 1 marca 1952 w Meksyku) – meksykański rewolucjonista, lekarz i pisarz, znany głównie z cyklu powieści o rewolucji meksykańskiej 1910 roku. Stworzył także liczne nowele, sztuki teatralne i prace krytycznoliterackie. Jest nazywany „pierwszym pisarzem rewolucji”.   
Do jego najbardziej znanych utworów należą Andrés Pérez, maderista (1911) i Los de abajo (1915).
W czasie rewolucji zaangażowany po jej stronie Azuela pisał o wojnie i jej wpływie na społeczeństwo Meksyku. Służył prezydentowi Francisco Madero jako urzędnik w jego rodzinnym mieście, Lagos de Moreno. Po śmierci prezydenta dołączył do oddziałów Juliána Mediny, w których został zatrudniony w charakterze lekarza polowego. W późniejszym okresie został zmuszony do emigracji i osiadł w El Paso. Tam napisał Los de abajo, opis walk rewolucyjnych oparty na własnych doświadczeniach. W 1917 roku wrócił do Meksyku, gdzie kontynuował pracę twórczą. Pracował także jako lekarz biedoty.
W 1942 roku otrzymał meksykańską narodową nagrodę literacką. Zmarł w mieście Meksyk 1 marca 1952.

## Wybrane dzieła
- María Luisa (1907)
- Los fracasados (1908)
- Mala yerba (1909)
- Andrés Pérez, maderista (1911)
- Los de abajo (1915)
- La malhora (1923)
- El desquite (1925)
- La luciérnaga (1932)
- Cien años de novelas mexicanas (1947)
- Sendas perdidas (1949)
- La maldición (1955, pośmiertnie)
- Esa sangre (1956, pośmiertnie)